# خازن استوانه‌ای
خازن استوانه‌ای خازنی است که از دو استوانهٔ رسانا تشکیل شده است. در فضای میان این دو استوانه دی‌الکتریک قرار دارد.
شعاع استوانهٔ داخلی برابر {\displaystyle R_{1}} و شعاع استوانهٔ خارجی برابر با {\displaystyle R_{2}} می‌باشد. طول خازن برابر با

شکل یک خازن استوانه‌ای

{\displaystyle l} است.

## ظرفیت خازن استوانه‌ای
ظرفیت خازن استوانه‌ای برابر {\displaystyle C} در فرمول زیر است:
{\displaystyle C=2\pi \varepsilon _{0}\varepsilon _{r}{\frac {l}{\ln {\frac {R_{2}}{R_{1}}}}}}
اثبات فرمول:
{\displaystyle C={\frac {Q}{U}}={\frac {Q}{\int {\vec {E}}({\vec {r}})d{\vec {r}}}}={\frac {Q}{\int \limits _{R_{1}}^{R_{2}}{\frac {Q}{2\pi l\varepsilon _{0}\varepsilon _{r}r}}dr}}={\frac {2\pi \varepsilon _{0}\varepsilon _{r}l}{\int \limits _{R_{1}}^{R2}{\frac {1}{r}}dr}}=2\pi \varepsilon _{0}\varepsilon _{r}{\frac {l}{\ln {\frac {R_{2}}{R_{1}}}}}}

## اختلاف پتانسیل الکتریکی در خازن استوانه‌ای
اختلاف پتانسیل الکتریکی در اینجا با {\displaystyle U} نمایش داده می‌شود.
{\displaystyle U={\frac {Q}{2\pi l\varepsilon _{0}\varepsilon _{r}}}\ln {\frac {R_{2}}{R_{1}}}}

## میدان الکتریکی در خازن استوانه‌ای
میدان الکتریکی در خازن استوانه‌ای، ناهمگن می‌باشد و کمیت میدان وابسته به شعاع است. میدان الکتریکی با {\displaystyle E} نمایش داده می‌شود.
{\displaystyle {\vec {E}}(r)={\frac {Q}{2\pi rl\varepsilon _{0}\varepsilon _{r}}}\cdot {\vec {\mathrm {e} }}_{r}={\frac {U}{r\ln {\frac {R_{2}}{R_{1}}}}}\cdot {\vec {\mathrm {e} }}_{r}\quad ,\quad R_{1}<r<R_{2}}
در شرایط ایده‌آل، خارج از خازن، میدان الکتریکی ناشی از خازن وجود ندارد.